# Lockwood (Montana)
Lockwood és una concentració de població designada pel cens dels Estats Units a l'estat de Montana. Segons el cens del 2000 tenia 4.306 habitants.

## Demografia
Segons el cens del 2000, Lockwood tenia 4.306 habitants, 1.599 habitatges, i 1.178 famílies. La densitat de població era de 222,9 habitants per km².
Dels 1.599 habitatges en un 40,3% hi vivien nens de menys de 18 anys, en un 55,7% hi vivien parelles casades, en un 12,6% dones solteres, i en un 26,3% no eren unitats familiars. En el 20,8% dels habitatges hi vivien persones soles el 5,6% de les quals corresponia a persones de 65 anys o més que vivien soles. El nombre mitjà de persones vivint en cada habitatge era de 2,69 i el nombre mitjà de persones que vivien en cada família era de 3,1.
Per edats la població es repartia de la següent manera: un 29,9% tenia menys de 18 anys, un 8,3% entre 18 i 24, un 31,7% entre 25 i 44, un 22,5% de 45 a 60 i un 7,5% 65 anys o més.
L'edat mediana era de 34 anys. Per cada 100 dones de 18 o més anys hi havia 97,4 homes.
La renda mediana per habitatge era de 34.768 $ i la renda mediana per família de 37.965 $. Els homes tenien una renda mediana de 29.692 $ mentre que les dones 20.216 $. La renda per capita de la població era de 14.579 $. Aproximadament el 9,2% de les famílies i el 9,4% de la població estaven per davall del llindar de pobresa.

## Poblacions més properes
El següent diagrama mostra les poblacions més properes.